# Padre Tacoronte
Alejandro María de los Dolores Tacoronte de Aguilar (Tegueste, Tenerife, 1917 - Badajoz, 1985), más conocido como Padre Tacoronte, fue un misionero español de la Orden de los Misioneros Oblatos de María Inmaculada.

## Reseña biográfica
Alejandro Tacoronte Aguilar nació el 16 de septiembre de 1917 en el seno de una familia de clase alta de la localidad de Tegueste (Tenerife). Tras haber obtenido el título de Maestro en su región, se trasladó a Cádiz para estudiar Medicina, estudios que no finalizó.
En 1946, con 29 años, ingresa en la Congregación de los Misioneros Oblatos de María Inmaculada en Hernani (Guipúzcoa), siendo ordenado sacerdote ocho años más tarde. No se tiene noticia exacta de cómo llegó a conocer a los Oblatos, pero es posible que oyera hablar de los Oblatos del Sahara y de su misión en aquellas tierras por boca de militares, entre ellos su hermano, por lo que quizás por eso su primer destino pastoral sería el África sahariana. En principio, en la zona del Protectorado español en Marruecos en aquellos años, es decir, una zona fronteriza entre el Sahara español y el territorio marroquí. Se piensa que estuvo en, Tarfaya, Villa Bens, si bien es bastante probable que visitara temporalmente otros puestos en los que estaban otros hermanos oblatos (Sidi Ifni, que era la sede apostólica, El Aaiún y Villa Cisneros). En ese contexto de campamento militar, el padre Tacoronte volcó su espíritu de entrega y servicio con los más pobres. Se sabe por ejemplo que, siempre atento a la realidad, se encargó de organizar sesiones de cine para los soldados.  
Posteriormente fue trasladado a Roma y luego a Badajoz, donde llegó el 25 de junio de 1963 a la Comunidad Parroquial Oblata en El Gurugú (Badajoz). La congregación se había instalado en el barrio en 1958, en una zona donde faltaban muchos servicios básicos como el alcantarillado o el sistema público de alumbrado y agua. Cuando él llega se dio cuenta en seguida de que la labor social, educativa y evangelizadora era necesaria. Su talante amable, sencillo y cercano pervive en el recuerdo agradecido de la gente de este barrio pacense.

## Tacoronte y la labor educativa
Los Misioneros Oblatos que regentaban la Parroquia del Gurugú en Badajoz y, posteriormente también la de la UVA, vieron que toda promoción humana de la zona no sería posible sin una educación previa. Por ello y por diversos medios, en casas particulares y salones parroquiales, se instalaron aulas escolares. 
Según Tacoronte, a partir de 1964 se fue haciendo “más clara y patente hasta que punto llegaba la incultura (en la zona) y por tanto la preocupación de los Oblatos por este problema. En ese año y siguiente se hicieron unos ensayos de cursos de verano. Había que conseguir elevar el nivel cultural de alguna manera […]”.
El padre Tacoronte, dedicado en pleno a la necesidad de paliar la deficiencia cultural de la barriada (Gurugú, pero también la UVA y la Luneta), vio que la dispersión no era buena ni beneficiosa en términos económicos, que se necesitaba un centro único para dedicarlo a la labor de enseñanza. Entonces se propuso la compra de un viejo chalet y su terreno situado en la Ctra. de Campomayor, junto al puente Palo de la vía para ubicar allí una escuela. Para ello invirtió dinero de su patrimonio y del de su familia  para comprar el chalet donde ubicó primero de Bachillerato. 
Los comienzos estuvieron llenos de dificultades, pero gracias a su empeño, en el curso 67-68 se inician las primeras tareas docentes con algunas alumnas en la oficialmente llamada “Filial de Instituto Nuestra Señora de Fátima” (hoy Colegio Nuestra Señora de la Asunción, Fundación Educación Católica). Y, casi al mismo tiempo, consiguió añadir dos escuelas nocturnas de cultura general y alfabetización y una escuela de Primaria como preparatoria del Bachillerato, y una escuela de Párvulos. 
En la década de los 70 la labor de Tacoronte en esta zona de Badajoz es canalizada, en su mayoría, a través del Colegio de forma que no quedaba en él aislada, sino  que continuaba en el barrio, se organizaban convivencias de jóvenes, campamentos de verano, apoyo a la lectura para lo cual se formó una pequeña biblioteca en el Centro Social donde niños y jóvenes iban a leer pero, sobre todo, donde iban para ayudarles en sus tareas escolares, para ello se contaba con un grupo de jóvenes maestros o estudiantes universitarios (muchos de ellos antiguos alumnos del Colegio).
En esa época se aumenta el número de alumnos escolarizados, anima la organización de numerosas asociaciones y organizaciones como la Juvenil JOC o la Asociación de Padres de Familia. Todas estas acciones iban encaminadas a favorecer la labor cultural de los vecinos de la zona, haciéndoles partícipes para hacer frente a lo que fue su lema: «Que no haya en la barriada un niño sin escolarizar». 
Prueba de su visión emprendedora fue que, en su intento de hacer que la estructura que estaba creando llegara a la mayor cantidad posible de personas, fomentó los Bachilleratos nocturnos, organizó el transporte escolar al colegio y  consiguió que el Colegio ofreciera los servicios de comedor a unos 300 niños, abriéndose siempre al barrio y a las pedanías cercanas como Gévora, Sagrajas o Novelda). 
Su objetivo de ofrecer una forma de enseñanza basada en el desarrollo de la personalidad del alumnado, en un ambiente de sencillez, cariño y confianza, fue su seña de identidad para hacer frente a una realidad ante la que no se mostró indiferente y ante la que no hubo espacio para el desánimo. Tenaz y constante, se propuso mejorar el nivel de educación de la zona entendiendo el desarrollo de la persona como una forma de cristianismo auténtico. 

## Fallecimiento
Falleció el 30 de mayo de 1985 como consecuencia de un cáncer. Su barrio pacense quiso despedirle y acudió una gran cantidad de vecinos a hacerlo. Hoy en día, la avenida en la que se encuentra el Colegio que fundó lleva su nombre.